# Иорения
Иорения (лат. Johrenia) — род травянистых растений из семейства Зонтичные.
Род назван в честь немецкого ботаника Martin Daniel Johren (?—1718).

## Таксономия
Род был описан и опубликован Огюстеном Пирамом Декандолем в сочинении Collection de mémoires 5: 54. 1829. Типовой вид: Johrenia dichotoma DC.
Синоним
Caroselinum Griseb., Spic. Fl. Rumel. 1: 374. 1843.

### Виды
Ниже представлен список видов рода, признанных по состоянию на сентябрь 2012 года
- Johrenia aurea Boiss. & Balansa
- Johrenia distans (Griseb.) Halácsy
- Johrenia selinoides Boiss. & Balansa
- Johrenia thessala Bornm.

Помимо перечисленных видов, описано ещё 44 вида, имеющих в настоящее время неопределённый статус.